# Maurizio
Maurizio — название сольного проекта музыканта Морица фон Освальда и в то же время название лейбла, где этот проект издавался. Лейбл существовал с 1992 по 1997 год и на нём было выпущено восемь виниловых синглов и один альбом на компакт-диске. Именно здесь были заложены основы проекта Basic Channel, техно с сильными влиянием даба. Кроме Морица фон Освальда, на лейбле также издавался Vainqueur, плюс отметились ремиксами Underground Resistance и Карл Крэйг. Самые известные релизы Maurizio это «Domina», «M-4.5» и «M-7».
Что характерно, изначально пластинки Maurizio выходили без каких либо каталожных номеров, и только с четвёртого релиза треки назывались согласно «номеру» релиза. То же самое было и с альбомом «M-Series», который изначально не имел никакого номера по каталогу лейбла.
Maurizio сильно ценился среди деятелей детройтской техно-сцены и многие почитали за честь что-то сделать для этого лейбла. Так, помимо ремиксов Карла Крейга и Underground Resistance, «яблоки» первых релизов оформлял известный художник Абдул Хакк, а мастеринг производился в детройтской National Sound Corporation, где мастеринг осуществлялся большинству детройтских техно-музыкантов.

## Дискография
- Ploy — Maurizio (1992)
- Lyot — Vainqueur (1992)
- Domina — Maurizio (1993)
- M-4 — Maurizio (1995)
- M-4.5 — Maurizio (1995)
- M-5 — Maurizio (1995)
- M-6 — Maurizio (1996)
- M-7 — Maurizio (1997)
- M-Series — Maurizio (1997)

Все синглы лейбла изначально были изданы на разноцветном виниле. В 2003 году все синглы были переизданы на обычном виниле, а также по 500 копий каждой пластинки были выпущены на прозрачном виниле, оформленном «под мрамор». Компакт-дисковый альбом «M-Series» изначально был издан в жестяной коробке, а в 2003 году был ремастирован и переиздан в обычной пластиковой коробке.
Сингл «Ploy» в 1993 году переиздавался на шеффилдском лейбле WAU! Mr. Modo, принадлежащем Алексу Патерсону из проекта The Orb, и ремикс которого на этом переиздании присутствовал в виде дополнения.